# Otste
Koordinaten: 58° 58′ N, 22° 32′ O
Otste ist ein Dorf (estnisch küla) in der Landgemeinde Hiiumaa (2013 bis 2017: Landgemeinde Hiiu, davor Landgemeinde Kõrgessaare) auf der zweitgrößten estnischen Insel Hiiumaa (deutsch Dagö).
Otste hat 22 Einwohner (Stand 31. Dezember 2011).